# 貞節行動
貞節行動（英語：Operation Chastity）是盟軍在第二次世界大戰當中制定的一項軍事計劃，旨在奪取法國基伯龍灣以搭建人工港，從而支援1944年在法國北部的盟軍。
由於美國第八軍失於奪取威脅港口的德佔區，人工港無法就此搭建。到1944年8月底，盟軍已拿下布列塔尼全境，但關鍵地區尚未到手，以致貞節行動更無從開展。而在1944年9月初取得安特衛普及港口後，貞節行動於9月7日正式取消。
貞節行動的施展不開，最終又遭取消，加劇了盟軍後勤壓力，可能導致無法在1944年就戰勝德國，因而被稱為“第二次世界大戰中的大錯”，雖說也有另外的歷史學家認為優先考慮追擊德國的敗兵才是正確的。

## 背景

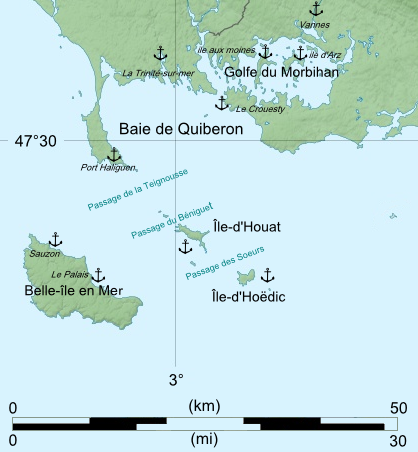
基伯龍灣

盟軍在計劃［大君主行動時，其中一個主要關注重點就是奪取深水港，因為後勤是軍事行動成功的關鍵因素，尤以美軍後勤為然，因為美國第12集團軍的作戰區域比英國第21集團軍距離英倫海峽海岸線更遠。
依大君主行動的規劃設想，盟軍要確保塞納河以西和盧瓦爾河以北安全無虞。待部隊充足和補給完備後，即以此為立足點向巴黎推進，再直攻德境。
行動計劃假設，盟軍在登陸後數周內可由灘頭及兩個桑葚港——在奧馬哈海灘的甲港和在黃金海灘的乙港——獲取增援。但為長遠計，以自由輪自碼頭卸貨方能承擔作戰所需的大量增援和補給。
因此，計劃的首要目標之一是奪取瑟堡港作為根據地並加以鞏固。其後最最重要的戰略目標就是拿下主要港口並加強開發。
七個位於諾曼地的港口預計在登陸後四個星期內就要拿下並對外使用：濱海伊西尼、瑟堡、格朗康-邁西、瑟勒河畔聖瓦斯特、巴夫勒爾、格朗維爾、和聖馬洛。除瑟堡外全都是小港，潮汐高低差又大，瑟堡因而成為盟軍唯一的主要補給港口。然而，即使是瑟堡，計劃中的吞吐量也不超過每天八至九千噸，而次要的港口僅能湊和著用。
港口的總吞吐量不足，使得布列塔尼上的港口不得不成為物流運輸的關鍵所在。大君主行動事實上是以在布列塔尼建成美軍主要補給基地為成功基礎，其重要性在整個計劃中“再怎麼誇大都不為過”。所以說，大君主行動必定要切斷布列塔尼，並佔領沿岸港口。向巴黎和德國推進必須在拿下港口後才能開始。
然而，敵佔區所有港口預計都將遭敵軍破壞、封鎖、與佈雷，須經大舉整修後方能有效利用。因此，規劃者的結論是，光從拿到手的法國港口不足以支持盟軍光復法國的後勤所需，還必須在諾曼地或布列塔尼擇地興建新港。

## 規劃

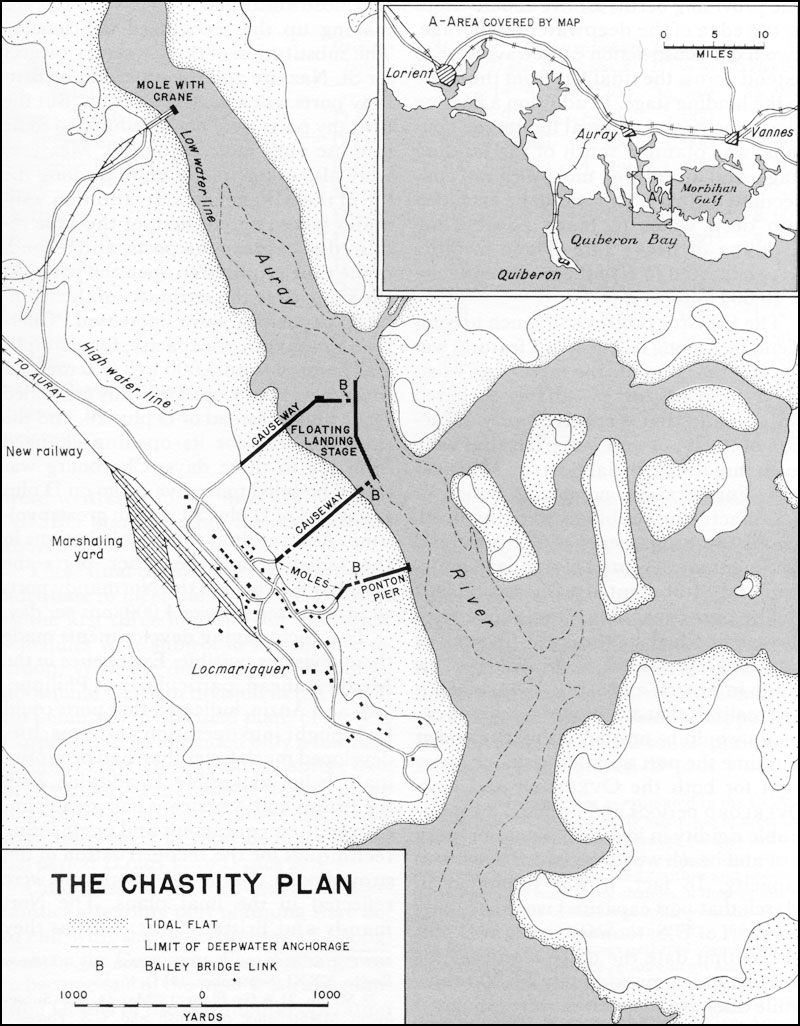
貞節行動

1944年4月提出的後勤問題解決方案被命名為貞節行動，打算在基伯龍灣新建深水港。
基伯龍灣是個內有四個小埠口的大河口，夾在布列塔尼西南岸的洛里昂和聖納澤爾之間，環護於基伯龍半島和一串小島及大點的貝爾島之中。被歐賴河沖刷出長3,000-碼（2,700-）深30-碼（27-）至300-碼（270-）的水潭，其長邊靠近洛克馬里亞凱爾。
貞節行動計劃在水潭中搭建足供大型船隻並排停泊的浮動碼頭，設出堤道運送貨物和部隊上岸。其面積足供五船同時卸貨，可將每日2,500噸的補給品直接裝上車載走。泊靠在港區內的另30艘船的7,500噸補給品酬載則以起重機直接卸貨到岸上。
貞節行動的關鍵好處是，自美國直航過來的自由輪能直接卸貨。另一個好處是，在鐵路支線和調車場建好後，就能連上諾曼地以外損害不大的鐵路網。基伯龍灣的海灘在退潮時也可供戰車登陸艦搶灘。
貞節行動還有其他特出之處，即基伯龍灣的避風港灣。該處埠口所需的勞動力和物料與桑葚港相比微不足道，使用的還都是標準組件和現行設施。
但是，通往基伯龍灣的水道位於德國部署在洛里昂和貝爾島之間的海岸炮射程中。就規劃者所見，除非能掌控布列斯特、洛里昂、和貝爾島，否則經由基伯龍灣運輸貨物將“受海軍襲擾而不可行”。基伯龍灣原定於D+40拿下，布列斯特和洛里昂則於D+50攻佔。規劃者認為，到了D+60，英軍將由桑葚港取得後援，而美軍則自瑟堡、聖馬洛和基伯龍灣獲取補給。

## 獲准施行
最終的計劃設想是在拿下洛里昂、布列斯特、聖馬洛和基伯龍灣後，於該處建造出新港口。由美國直接開拔過來的部隊將登陸布列斯特，而基伯龍灣將成為主要的補給港口。兩港之間的小埠口預計吞吐量約為17,500噸/日，而基伯龍灣預計吞吐量為10,000噸/日。
盟軍遠征部隊最高司令部（SHAEF）於1944年4月22日批准貞節行動。由於此行動於盟軍是最具潛力的後勤問題解決方案，因此取得了最高優先權。美國第三軍團受命拿下布列塔尼，加入貞節行動是對入侵計劃最終的大改動。

## 事件
奧馬哈海灘的桑葚港在6月19日至22日遭風暴打壞後棄用。但其損失因直接搶灘上岸的物量遠超預期而得緩解。儘管在6月27日又拿下瑟堡，但港口已被破壞到需要重建，以致到了7月底只能限量獲取補給。
7月初，對於取得布列塔尼另有替代方案：東進包圍以擊潰塞納河以西的德軍，由自塞納河上取得的港口來取得補給。規劃者儘管看上該計劃的優點，但堅持美國的物流全來自布列塔尼沿岸港口，非塞納河上的港埠所能取代。因此，艾森豪和蒙哥馬利都繼續著重於奪取布列塔尼沿岸港口，明白在沒有這些港口下，盟軍後勤會跟不上。
佔領基伯龍灣地區重要到連空降和兩棲聯合攻佔行動都被納入考慮，即舉手行動。但由於行動具風險，因此各方同意，如果向布列塔尼的推進可以延後到9月的話，才會嘗試行動。

### 向基伯龍灣推進
在眼鏡蛇行動大獲全勝後，特洛伊·H·密道頓少將8月1日率領美國第三軍團轄下第八軍攻入布列塔尼，麾下約翰·謝利·伍德少將率美國第4裝甲師從蓬托博向西南方的雷恩推進。
8月2日，第4裝甲師集結於雷恩以北。伍德提議自安傑封鎖布列塔尼半島底部，而非基伯龍。所以打算將部隊東移到夏特。他在8月3日早上提案上呈密道頓後，由於預計不會遭駁回，便下令執行新計劃。密道頓於當天下午指示伍德“在繼續行動之前先護住雷恩”，暗示同意這項變動。
8月4日，密道頓令該師確保自雷恩至海岸之間的維萊訥河一線，特別是勒東和拉羅什貝爾納兩市的橋樑，但部隊照舊東進。如此使得第4裝甲師離基伯龍灣約10英里遠，儘管兩地之間幾乎是來去無礙。
這些處置被第三軍團參謀長休·蓋菲少將駁回，命第4裝甲師“大部向西方和西南方推進到基伯龍地區，包括瓦訥和洛里昂的城區，以符合部隊計劃。”。
美國第三軍團司令喬治·巴頓中將同日於日記中記載：“伍德在經過雷恩後硬是轉頭向東，我們只得把他轉回其目的地瓦訥和洛里昂，但他的過度熱心浪費掉了一天。
第三集團軍的命令終得貫徹，美國第4裝甲師在8月5日到達基伯龍半島底部。德軍潰退到洛里昂、聖納澤爾，上達基伯龍半島。

### 失於確保要地
8月9日，第4裝甲師於佔領了雷恩後試攻洛里昂，回報說守軍頑抗，無法速勝奪城。但德軍指揮官威爾罕·法姆巴赫將軍其後表示，美軍若在8月6日至9日間強攻洛里昂，說不定是會成功。
第4裝甲師將德軍困在洛里昂和基伯龍半島到8月13日，脫離第八軍的控制，巴頓將其轉向東方，既沒有攻下要地，也沒有召步兵替換裝甲部隊去與敵軍僵持。
第八軍團的其餘單位及友軍此時已經光復布列塔尼大部分地區，聖馬洛戰役以市內守軍於9月2日投降告終。布雷斯特戰役於8月25日開打。但另一處要地Belle Île直到8月下旬仍未肅清。

## 取消及其後果
8月底，除布列斯特、洛里昂、聖納澤爾、和基伯龍半島的要塞化地區外，布列塔尼的全區已被肅清。但貞節行動諸先決地區不但一無所獲，守軍又已全面頑抗。基伯龍灣的發展作業因而無從開展。
9月3日，SHAEF下令，先不顧後勤能力之不足，全面追擊德軍直抵德境。盟軍推進迅速，但用以支援追擊的港口吞吐量僅及所需之一半左右。9月4日，英國佔領安特衛普，港口設施完好無損。9月7日，SHAEF取消基伯龍灣計劃。兩天後，艾森豪確定不需要布列塔尼的任何港口。
但安特衛普距內陸前線55英里（89），位於斯海爾德河口，滿佈地雷，對外交通也仍掌握在德國人手中。加拿大第二軍團於10月2日至11月8日參與斯海爾德河戰役，第一批盟軍艦艇於11月28日停靠安特衛普。在9月至11月期間，補給的缺乏令盟軍無法加速壓迫德軍崩潰。到了12月，盟軍對德進攻陷入停頓。
布列斯特守軍於1944年9月18日投降，但港口設施全毀，未能重新投入使用。洛里昂則一直拿不下來，守軍直到歐洲戰事結束後才出降。

## 對於貞節行動的爭議
放棄貞節行動是否明智一直廣受爭論，但之前失於奪取基伯龍灣為許多歷史學家所忽視。

### 負面評價
視貞節行動為錯失良機者表示，如果當真在基伯龍灣成功開港，將為第12集團軍提供一個高吞吐量的補給基地，外加直達東部的鐵路線，解決其後勤問題。
例如說，美國陸軍指揮與參謀學院的Norman R. Denny表示，由於貞節行動未能成功實施，在歐洲戰場上困擾盟軍的後勤短缺「幫著消除了」在1944年逼降德國的可能性。他進一步申論道，伍德、密道頓、巴頓、布萊得雷和艾森豪諸將的行徑令進軍布列塔尼徒勞無功，還置攻德的盟軍於危境。他尤其認為伍德之失於進佔基伯龍半島是一場「悲劇」。
同樣的，後勤區工作人員哈羅德·馬克（Harold L. Mack）中校稱未能施行貞節行動為“二戰中的大誤”。馬克將失之於攻佔基伯龍灣主要歸咎於伍德“一心加入往巴黎去的主要進軍路線，以求取名聲和榮耀”，在執行命令時三心二意。他同時也指責在指揮鏈中伍德的所有上級都沒意識到“拿下基伯龍灣之至高需求”。
派翠克·威廉斯（Patrick S. Williams）認為，SHAEF押上美國第三軍團大部去圍困法萊斯口袋中的德軍，這意味著盟軍在被後勤無力拖累前進步伐之前仍足以對德國取得決定性勝利，所以應該投入更多部隊奪取布列塔尼的港口。取消貞節行動的決定，對於本已脆弱的盟軍後勤體系雪上加霜。他指出，未能實施貞節行動「可能阻礙了盟軍1944年對德勝利」。

### 正面評價
不同意貞節行動錯失良機者則認為，優先考慮圍困並隨之追擊德軍潰兵作法正確。他們進一步申論道，缺乏補給並非物流上的限制因素，將之運補到迅速東移的前線才是，貞節行動不會大幅改善運輸情況。
例如，史家B·H·李德哈特說：“美軍先鋒本可銳不可當地東進，但盟軍最高統帥部放棄了此一擴大戰果的良機，堅持入侵前的過時計劃，即以西向佔領布列塔尼港口為下一步。歷史學家羅素·韋格利（Russell Weigley）則認為，向布列塔尼進發浪費了資源，最好轉用於支援東進。
馬丁·范克勒維爾德論斷，儘管巴頓及其下屬“無視計劃”且“不想被後勤班表綁手綁腳”，但其快速東進威脅著切斷德軍，致其潰軍敗出法國。他還暗指盟軍規劃者對於物資的消耗和運補能力過於悲觀。此外，盟軍擁有的汽車運力高於當季其他軍隊，還是在夏季經由路況良好的交通網展開作業，沒有敵人自空中攔截，而處在友好的人群中。
伍德在戰後仍堅持他的師該轉向東邊，而非試著拿下基伯龍灣和洛里昂。他說：“我們被迫追隨原訂計劃……是戰爭中蠢到家的決定之一。

### 備註
1. 1 2  Denny 2003，第1頁.
2. ↑  Ruppenthal 1953，第484頁.
3. ↑  Ruppenthal 1953，第187頁.
4. 1 2  Ruppenthal 1953，第188頁.
5. 1 2 3  Ruppenthal 1953，第467頁.
6. ↑  Denny 2003，第2頁.
7. ↑  Potter 1951，第46–47頁.
8. ↑  Potter 1951，第47頁.
9. ↑  Ruppenthal 1953，第186–187頁.
10. ↑  Potter 1951，第45頁.
11. ↑  Potter 1951，第48頁.
12. ↑  Potter 1951，第50頁.
13. 1 2  Denny 2003，第18頁.
14. ↑  Denny 2003，第14頁.
15. 1 2  Ruppenthal 1953，第296頁.
16. ↑  Denny 2003，第17頁.
17. ↑  Cirillo 2002，第252頁.
18. ↑  Cirillo 2002，第232頁.
19. ↑  Ruppenthal 1953，第294頁.
20. ↑  Denny 2003，第16頁.
21. ↑  Ruppenthal 1953，第413頁.
22. ↑  Ruppenthal 1953，第464頁.
23. ↑  Ruppenthal 1953，第467–468頁.
24. ↑  Ruppenthal 1953，第468頁.
25. ↑  Blumenson 1961，第345頁.
26. ↑  Blumenson 1961，第357頁.
27. ↑  Blumenson 1961，第359–361頁.
28. ↑  Blumenson 1961，第362頁.
29. 1 2  Denny 2003，第4頁.
30. ↑  Blumenson 1961，第363頁.
31. 1 2  Fox 2003，第66頁.
32. 1 2 3  Cirillo 2002，第261頁.
33. ↑  Denny 2003，第3頁.
34. ↑  Blumenson 1961，第364頁.
35. ↑  Blumenson 1961，第366–367頁.
36. ↑  Blumenson 1961，第414頁.
37. ↑  Blumenson 1961，第413頁.
38. ↑  Blumenson 1961，第415頁.
39. ↑  Cirillo 2002，第368頁.
40. ↑  Williams 2013，第20頁.
41. ↑  Denny 2003，第6頁.
42. 1 2 3  Denny 2003，第7頁.
43. ↑  Denny 2003，第9頁.
44. ↑  Blumenson 1961，第651頁.
45. ↑  Blumenson 1961，第655頁.
46. ↑  Blumenson 1961，第656頁.
47. 1 2 3  Gropman 1997，第384頁.
48. ↑  Denny 2003，第iii頁.
49. ↑  Denny 2003，第8頁.
50. ↑  Mack 1981，第1–3頁.
51. ↑  Mack 1981，第7–11頁.
52. ↑  Williams 2013，第19–21頁.
53. ↑  Liddell-Hart 1971，第557頁.
54. ↑  Waddell 1994，第133頁.
55. ↑  Van Creveld 1977，第214–215頁.